# 魯芝
魯 芝（ろ し、190年 - 273年）は、中国三国時代の魏、西晋の政治家。字は世英。雍州扶風郡郿県の人。『晋書』に伝がある。

## 経歴
もともと西方の豪族であったが父は郭汜に殺害され、赤子であった魯芝も流離することとなった。206年、17歳の時に（扶風郡）雍県に移住して典籍の研究に没頭した。
郡の上計吏となり雍州の別駕に召され、刺史の郭淮から深く尊敬された。その後、孝廉に挙げられ郎中を務めた。220年頃、司空・王郎の掾となった鄭袤は魯芝、許允、王基らも掾に推薦し 、騎都尉・参軍事・安南太守代行を経て尚書郎に遷った。
228年、蜀漢の諸葛亮が隴右に進出すると、郭淮から再び別駕に求められ、事態が収まると公府に推薦されて（230年頃）大司馬・曹真の掾となり、後に曹植の文学に遷った。曹真による蜀攻めでは再び大司馬の軍事となる。曹真没後は司馬懿の要請で驃騎将軍の軍事に参じ、その後、天水太守となった。
天水郡は蜀漢の侵略の被害もあり、人口は減り盗賊がはびこっていた。そこで魯芝は治安維持に努め、城市を修復して郡を復興させた。広平太守に異動となると、天水の漢族、異民族らは徳を慕って朝廷に献書して引き留めた。魏帝・曹叡はこれを許し、策書で魯芝を称賛し、討寇将軍の位を与えた。
曹爽が政治を主導するようになると大将軍司馬となり、彼にたびたび献策したが採用されなかった。249年、司馬懿が決起して曹爽誅殺に動くと、兵を引き連れて門を突破し 、楊綜らと曹爽の元に駆け付けた。そこで「絶体絶命の窮地に陥りましたが、天子とともに許昌に逃れ、四方に触れを出せば挽回できます。」と献策したが、曹爽は恐れて行動できず結局は獄死した。魯芝は連座して獄に入れられたが、無実を訴えず処罰を逃れようとしなかった。司馬懿はこの態度に関心して赦免すると 、にわかに使持節・領護匈奴中郎将・振威将軍・并州刺史に任じられ、その地の功績で大鴻臚に登った 。
254年、曹髦が即位すると、関内侯と封邑200戸を賜り、翌年に毌丘倹の乱が平定されると200戸の加増と揚武将軍・荊州刺史となった。257年、諸葛誕が寿春で蜂起すると司馬昭は帝を連れて親征し、魯芝は荊州勢を連れて先駆けとなった。諸葛誕の乱が平定されると武進亭侯となり900戸の加増があった。その後は大尚書に遷り刑法をつかさどった。
260年、曹奐が即位すると800戸が加増され斄城郷侯となり、監青州諸軍事・振武将軍・青州刺史から平東将軍となった。五等爵の制度が建てられると陰平伯に封じられた。
266年、司馬炎が即位すると、鎮東将軍となり陰平侯に爵位が進んだ。司馬炎は魯芝が清廉忠実にして正道を行く者であるにも関わらず、邸宅を持っていなかったため、軍兵に命じて五十間の屋敷を造らせた。
魯芝は老齢になると引退を申し出て、光禄大夫（名誉職）となり位は特進、吏卒を給付され特別待遇を受けた。272年、羊祜が車騎将軍に任命される際は 、魯芝に譲ろうとするなど有徳者として重んじられた。
83歳で逝去。武帝は哀悼の意を表し、「貞侯」という諡号と百畝の墓地を賜った。

## 三国志演義の魯芝
小説『三国志演義』にも司馬懿の政変で登場し、辛敞と駆け付け、司馬懿に許されるなど、おおよそ同様の活躍がある。